# K2-229
Désignations
K2 229 est un système planétaire de la constellation zodiacale de la Vierge constitué d'une étoile naine orange et de plusieurs planètes en transit. Il est distant d'environ ∼ 335 a.l. (∼ 103 pc) de la Terre.

## Situation, structure et membres

### K2-229 a, étoile naine orange
K2-229 a est une étoile de type spectral K0V.

### K2-229 b, «super-Mercure»
K2-229 b est une planète de taille terrestre mais deux fois et demi plus massive, ce qui indique qu'elle aurait une structure interne similaire à celle de Mercure, à savoir constituée d'un noyau métallique représentant 70 % de sa masse et d'un manteau silicaté représentant les 30 % restant. Pour cette raison, la planète a été surnommée « Freddy », en référence à Freddie Mercury ("Mercury" signifie "Mercure" en anglais).